# Motmot menut
El motmot menut (Hylomanes momotula) és un petit motmot, per tant un ocell de la família dels momòtids (Momotidae), i única espècie del gènere Hylomanes. Habita la selva humida a la zona Neotropical, al sud de Mèxic, Amèrica Central i nord-oest de Colòmbia.